# Veltrusy
Veltrusy är en stad i Tjeckien.   Den ligger i distriktet Okres Mělník och regionen Mellersta Böhmen, i den centrala delen av landet, 21 km norr om huvudstaden Prag. Veltrusy ligger 176 meter över havet och antalet invånare är 1 632.
Terrängen runt Veltrusy är platt. Runt Veltrusy är det ganska tätbefolkat, med 124 invånare per kvadratkilometer. Närmaste större samhälle är Kralupy nad Vltavou, 3,5 km söder om Veltrusy. Trakten runt Veltrusy består till största delen av jordbruksmark.